# スパイクス・ギャング
スパイクス・ギャング（en:The Spikes Gang)は、1974年に公開されたアメリカ合衆国の西部劇映画。
監督リチャード・フライシャー。主演リー・マーヴィン。製作ザ・ミリッシュ・カンパニー。
ジャイルズ・ティペットの小説『The Bank Robber』を基にしている。助演ゲイリー・グライムズ、チャールズ・マーティン・スミス、ロン・ハワード。

## キャスト
| 役名               | 俳優                           | 日本語吹替                                                                   |
| 役名               | 俳優                           | TBS版                                                                        |
| ------------------ | ------------------------------ | ---------------------------------------------------------------------------- |
| ハリー・スパイクス | リー・マーヴィン               | 小林清志                                                                     |
| ウィル・ヤング     | ゲイリー・グライムズ           | 山田昌人                                                                     |
| レス・リッチャー   | ロン・ハワード                 | 中尾隆聖                                                                     |
| トッド・ヘイヒュー | チャールズ・マーティン・スミス | 塩屋翼                                                                       |
| キッド・ホワイト   | アーサー・ハニカット           | 前沢迪雄                                                                     |
| ジャック・バセット | ノア・ビアリー・Jr             | 辻村真人                                                                     |
| アベル・ヤング     | マーク・スミス                 | 勝田久                                                                       |
| 不明 その他        |                                | 宮内幸平 小野丈夫 増岡弘 長堀芳夫 高村章子 玄田哲章 叶年央 黒部鉄 冨永みーな |
|                    |                                |                                                                              |
| 演出               | 演出                           | 小林守夫                                                                     |
| 翻訳               | 翻訳                           | 進藤光太                                                                     |
| 効果               | 効果                           | 遠藤堯雄                                                                     |
| 調整               | 調整                           | 山田太平                                                                     |
| 制作               | 制作                           | 東北新社                                                                     |
| 解説               | 解説                           | 荻昌弘                                                                       |
| 初回放送           | 初回放送                       | 1979年3月19日 『月曜ロードショー』                                           |